# 金钱槭属
金钱槭属（学名：Dipteronia）是無患子科下的一个属，为落叶乔木植物。该属共有金钱槭（Dipteronia sinensis）和云南金钱槭（Dipteronia dyeriana）两种，分布于中国西南、西北和河南、湖北等地。

## 下属物种
本属包括以下物种：
- Dipteronia brownii McClain et Manchester，云南中部南华县吕合盆地早渐新世(32Ma)化石[3]
- 云南金钱槭 Dipteronia dyeriana A.Henry
- 金钱槭 Dipteronia sinensis Oliv.